# Jukebox
För andra betydelser, se Jukebox (olika betydelser).
Jukebox är en stationär musikspelande automat med inbyggd skivväxlare, från början för grammofonskivor men senare även för CD-skivor. 
Med hjälp av knappar på en knappanel väljs en skiva som finns angiven på jukeboxens front. Skivan plockas sedan automatiskt fram och läggs tillbaka efter låtens slut. Klassiska jukeboxar hade myntinkast där man betalade för att få lyssna på en vald låt. Intäkten gick vanligtvis till boxens uthyrningsfirma eller till restaurangen där boxen var uppställd. 

## Etymologi
Jukeboxen fick det namnet på 1940-talet, ordet juke var då etablerad amerikansk sydstatsslang, där till exempel Juke joint betecknade en enklare landsortskrog med musikunderhållning. Det var  taget från kreolspråket Gullahs ord juke eller jook – syndig eller oordentlig.

## Historik
Jukeboxens förfäder är instrument och automater som spelade musik. Det som räknas som den första jukeboxen är en fonograf med myntinkast som skapades år 1889 av Louis Glas och William S. Arnold. Det var en Edison cylinder-fonograf, som sattes igång när ett mynt placerades i ett myntinkast. Det köptes och installerades i Palais Royale Saloon i San Francisco, och hade premiär 23 november 1889. Maskinen hade ingen elektrisk förstärkare, musiken hördes genom "hör-rör" och den hade fyra sådana rör.
Jukeboxar började massproduceras i USA på 1930-talet och var populära innan bärbara musikspelare fanns. 1950- och 1960-talen var jukeboxarnas blomstringstid, Wurlitzer, Seeburg och Rock-Ola var välkända jukeboxmärken. Nu spelades de mindre och lättare 45-singlar istället för 78-varvare. I en jukebox från 1960-talet kunde det rymmas 50 skivor, med totalt 100 låtar, som så småningom även avspelades med stereoljud.
På 1970-talet sjönk efterfrågan på jukeboxar kraftigt och produktionen minskade kraftigt. År 2010 var Rock-Ola den enda av USA:s stora tillverkare av jukeboxar såväl för kommersiellt som för hemmabruk. 2000-talets boxar använder CD-skivor och styrs istället för tryckknappar med pekskärm. Sedan 2006 tillverkar Rock-Ola även en nostalgiserie under namnet Nostalgic Music Centers.

## Bilder

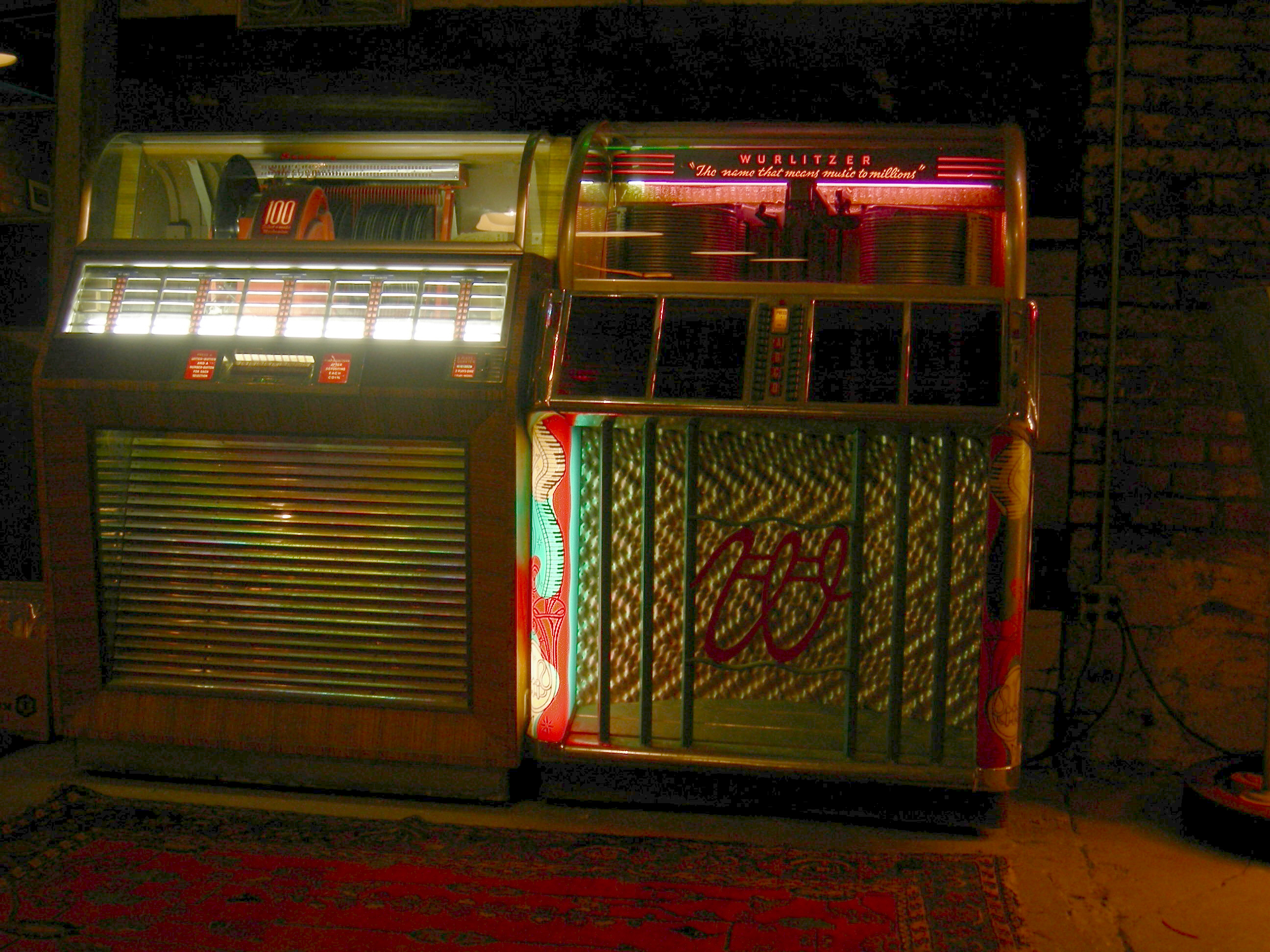
Seeburg (vänster) och Wurlitzer
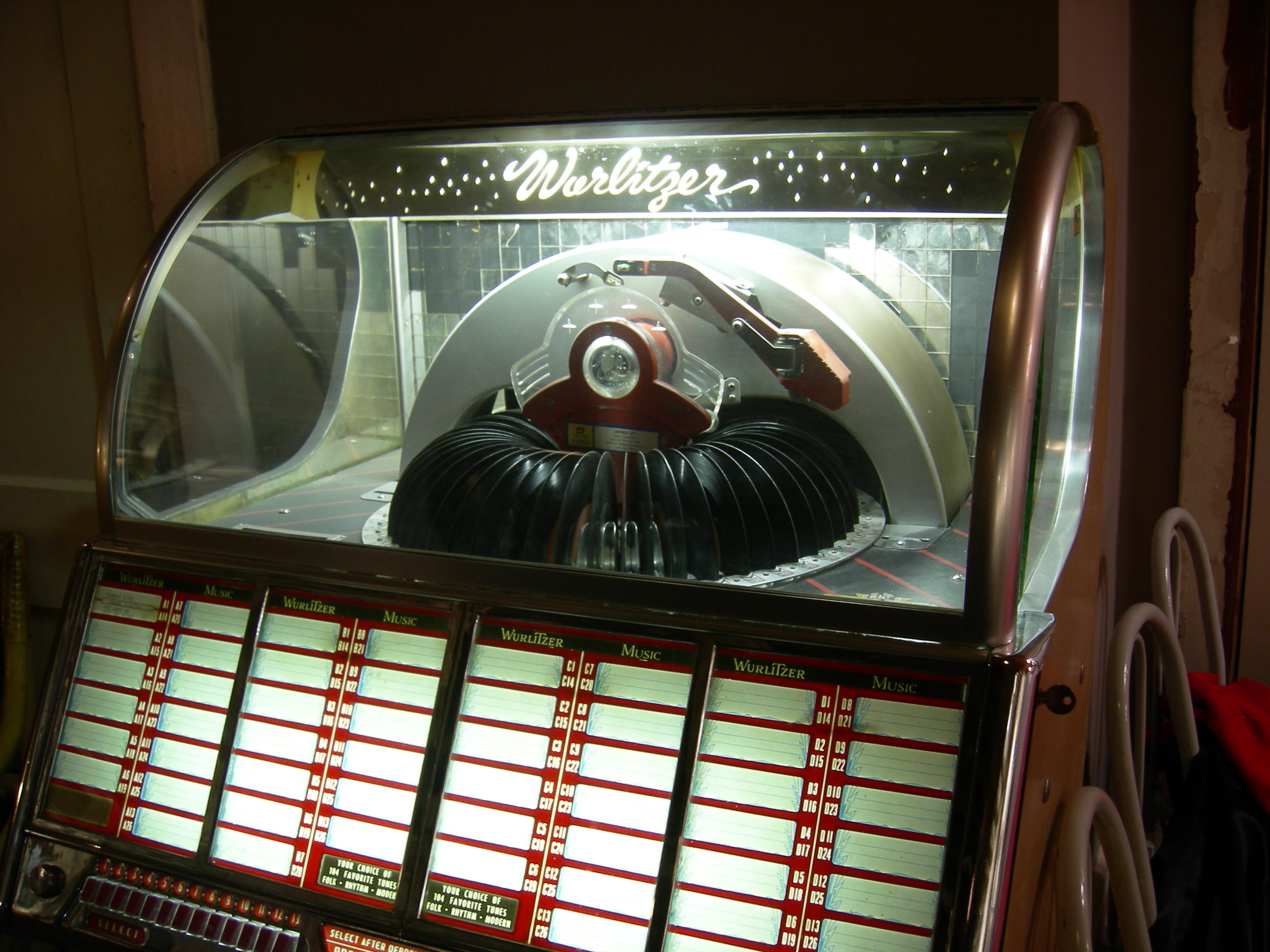
Wurlitzer
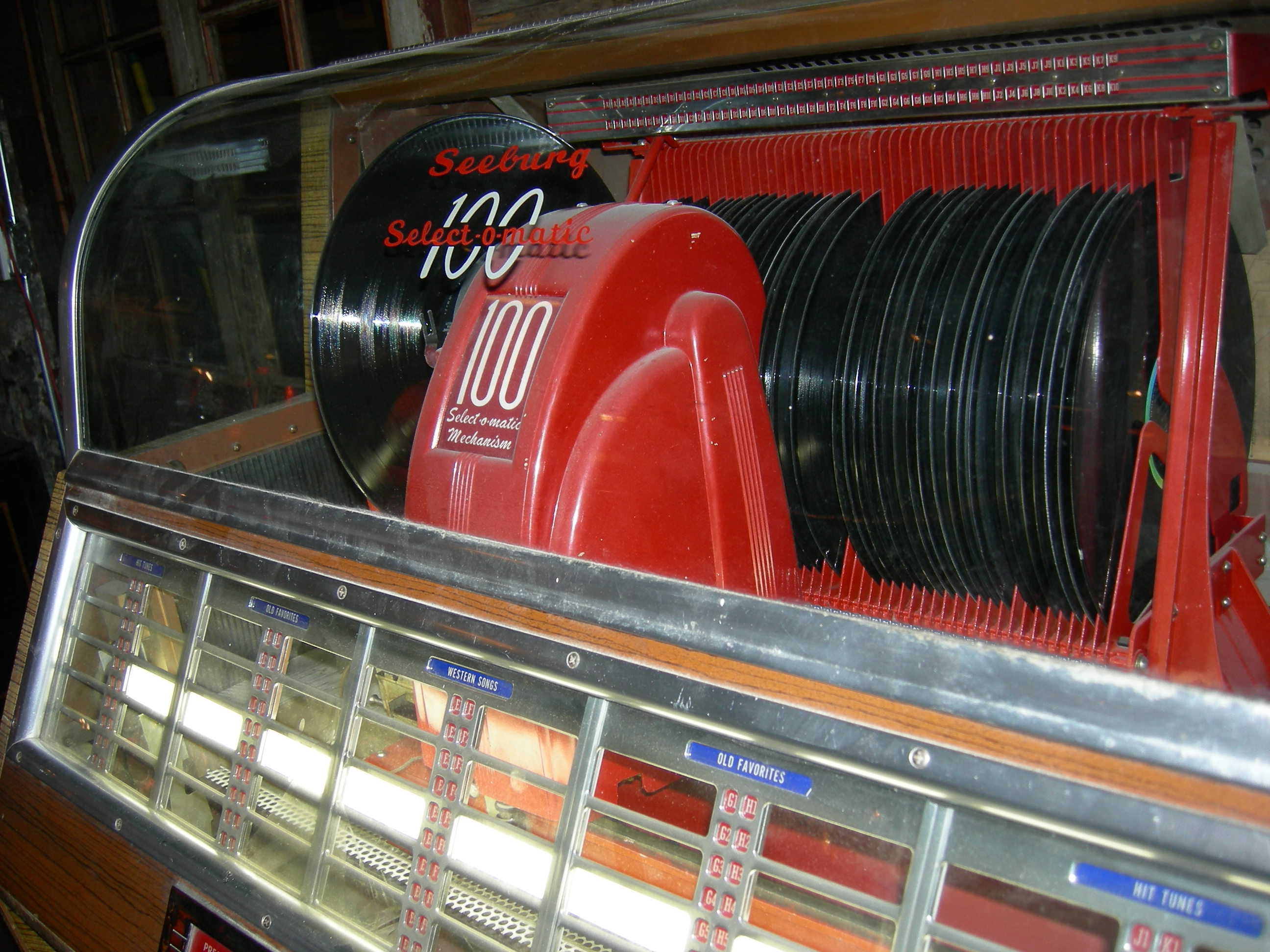
Seeburg
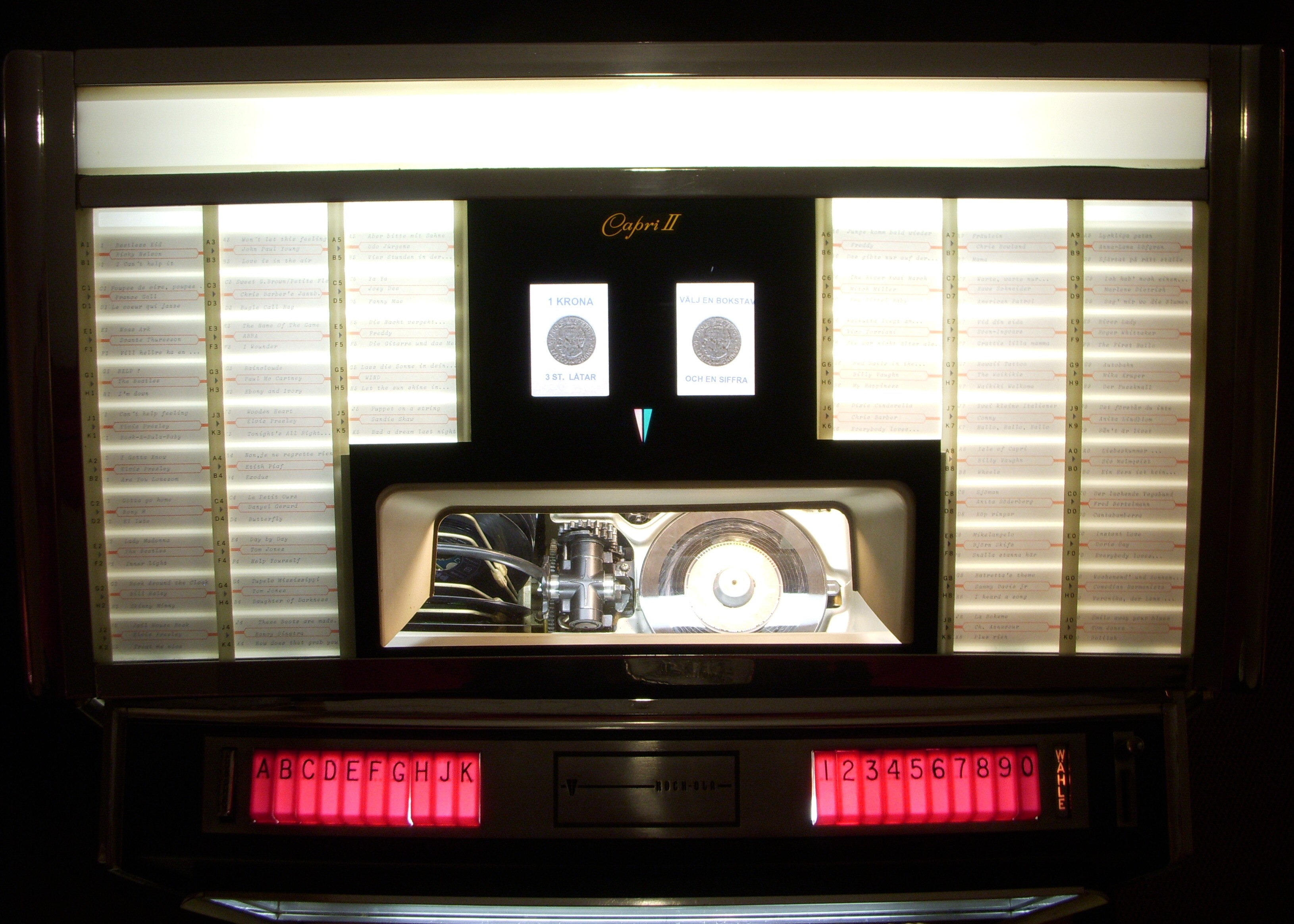
Rock-Ola